# Benjamin Thorne
Benjamin Thorne (Kitimat, 19 marzo 1993) è un marciatore canadese.

## Palmarès
| Anno | Manifestazione    | Sede           | Evento         | Risultato | Prestazione | Note                                     |
| ---- | ----------------- | -------------- | -------------- | --------- | ----------- | ---------------------------------------- |
| 2012 | Mondiali juniores | Barcellona     | Marcia 10000 m | dnf       | dnf         |                                          |
| 2013 | Universiadi       | Kazan'         | Marcia 20 km   | 16º       | 1h26'59"    | Miglior prestazione personale            |
| 2013 | Mondiali          | Mosca          | Marcia 20 km   | 19º       | 1h24'26"    |                                          |
| 2015 | Universiadi       | Gwangju        | Marcia 20 km   | Argento   | 1h21'33"    | Miglior prestazione personale stagionale |
| 2015 | Mondiali          | Pechino        | Marcia 20 km   | Bronzo    | 1h19'57"    | Record nazionale                         |
| 2016 | Giochi olimpici   | Rio de Janeiro | Marcia 20 km   | 27º       | 1h22'28"    |                                          |
| 2017 | Mondiali          | Londra         | Marcia 20 km   | 51º       | 1h26'56"    |                                          |
| 2018 | Commonwealth      | Gold Coast     | Marcia 20 km   | 4º        | 1h20'49"    | Miglior prestazione personale stagionale |

## Altre competizioni internazionali
2016
- 5º ai Mondiali a squadre di marcia ( Roma), marcia 20 km - 1h19'55"[1]
- Argento ai Mondiali a squadre di marcia ( Roma), a squadre - 28 p.[2][3]